# MediaWiki
MediaWiki is een webapplicatie waarmee een website kan worden gemaakt volgens de wikitechniek. Deze vrije software wordt gebruikt voor Wikipedia en haar Wikimedia-zusterprojecten. MediaWiki werd ook wel Software Phase III genoemd.
Magnus Manske was de oorspronkelijke auteur van de software die is geschreven in de programmeertaal PHP en die als onderliggende databaseserver MySQL, PostgreSQL of SQLite gebruikt.
MediaWiki of mediawiki is ook de naam van de wiki over de webapplicatie zelf.

## Licentie en ontwikkeling
MediaWiki is vrije software en opensourcesoftware en wordt vrijgegeven onder de GPL. De ontwikkeling van de MediaWiki-software en het onderhoud ervan wordt voor een groot deel uitgevoerd door vrijwilligers en door ontwikkelaars die in dienst zijn van de Wikimedia Foundation. MediaWiki is in aanschaf en gebruik gratis.

## Gebruik
Enkele andere projecten buiten de Wikimedia Foundation die gebruikmaken van MediaWiki:
- Embedded Linux
- Oncyclopedia
- SourceWatch
- Wikia
- WikiLeaks
- Wikitravel

## Versies
| Versie | Uitgave           | Belangrijkste wijziging(en)                                                                                              |
| ------ | ----------------- | --- |
| 1.39   | 30 november 2022  | |
| 1.31   | 13 juni 2018      | |
| 1.30   | 12 december 2017  | |
| 1.29   | 13 juli 2017      | |
| 1.28   | 28 november 2016  | |
| 1.27   | 28 juni 2016      | |
| 1.26   | 25 november 2015  | |
| 1.25   | 25 mei 2015       | |
| 1.24   | 26 november 2014  | |
| 1.23   | 5 juni 2014       | |
| 1.22   | 7 december 2013   | |
| 1.21   | 25 mei 2013       | |
| 1.20   | 6 november 2011   | |
| 1.19   | 2 mei 2011        | |
| 1.18   | 28 november 2011  | Verbeterde ondersteuning voor talen die van rechts naar links worden geschreven                                          |
| 1.17   | 22 juni 2011      | Verbeterde installatie                                                                                                   |
| 1.16   | 28 juli 2010      | Nieuwe "Vector"-vormgeving                                                                                               |
| 1.15   | 10 juni 2009      | Mogelijkheid om bestanden te hernoemen                                                                                   |
| 1.14   | 22 februari 2009  | |
| 1.13   | 14 augustus 2008  | |
| 1.12   | 20 maart 2008     | Verbeterde internationalisatie en lokalisatie: meer taalondersteuning; Hebreeuwse, Thaise en Iraanse kalender toegevoegd |
| 1.11   | 10 september 2007 | |
| 1.10   | 9 mei 2007        | IPv6-ondersteuning |
| 1.9    | 10 januari 2007   | |
| 1.8    | 10 oktober 2006   | |
| 1.7    | 7 juli 2006       | |
| 1.6    | 5 april 2006      | |
| 1.5    | 5 oktober 2005    | Verbeterde database-structuur                                                                                            |
| 1.4    | 20 maart 2005     | De gebruiker kan de interfacetaal wijzigen                                                                               |
| 1.3    | 11 augustus 2004  | "Monobook"-vormgeving |
| 1.2    | 24 maart 2004     | |
| 1.1    | 8 december 2003   | |

## Technisch

### Extensies
Er bestaan verschillende uitbreidingen, extensies, voor MediaWiki. Standaard worden de volgende uitbreidingen meegeleverd:
- ParserFunctions
- Vector
- WikiEditor
- Renameuser
- Gadgets
- Nuke
- CategoryTree
- Cite
- ImageMap
- Inputbox
- LocalisationUpdate
- SyntaxHighlight GeSHi
- Interwiki
- Title Blacklist
- SpamBlacklist
- Poem

De geïnstalleerde extensies kunnen bekeken worden op de pagina Speciaal:Versie.

### Naamruimten
MediaWiki maakt gebruik van 16 naamruimten en twee speciale naamruimten. Daarnaast kunnen er nog aangepaste naamruimten (custom namespaces) aangemaakt worden. Naamruimten kunnen vertaald worden naar een andere taal. Standaard naamruimten zijn:
- Hoofdnaamruimte of artikelnaamruimte (geen prefix)
- Gebruiker
- Project (bijvoorbeeld Wikipedia)
- Bestand
- MediaWiki
- Sjabloon
- Help
- Categorie

Bij elke naamruimte hoort een bijhorende overlegnaamruimte. De twee speciale naamruimten zijn Speciaal en Media.